# Délis Ahou
Délis Ahou (Nantes, 23 agosto 1984) è un ex calciatore nigerino, di ruolo difensore.

## Carriera

### Club
Ha giocato in varie formazioni francesi di seconda, terza e quarta divisione.

### Nazionale
Tra il 2010 ed il 2011 ha giocato 5 partite con la nazionale nigerina.